# 社會房屋 (澳門)

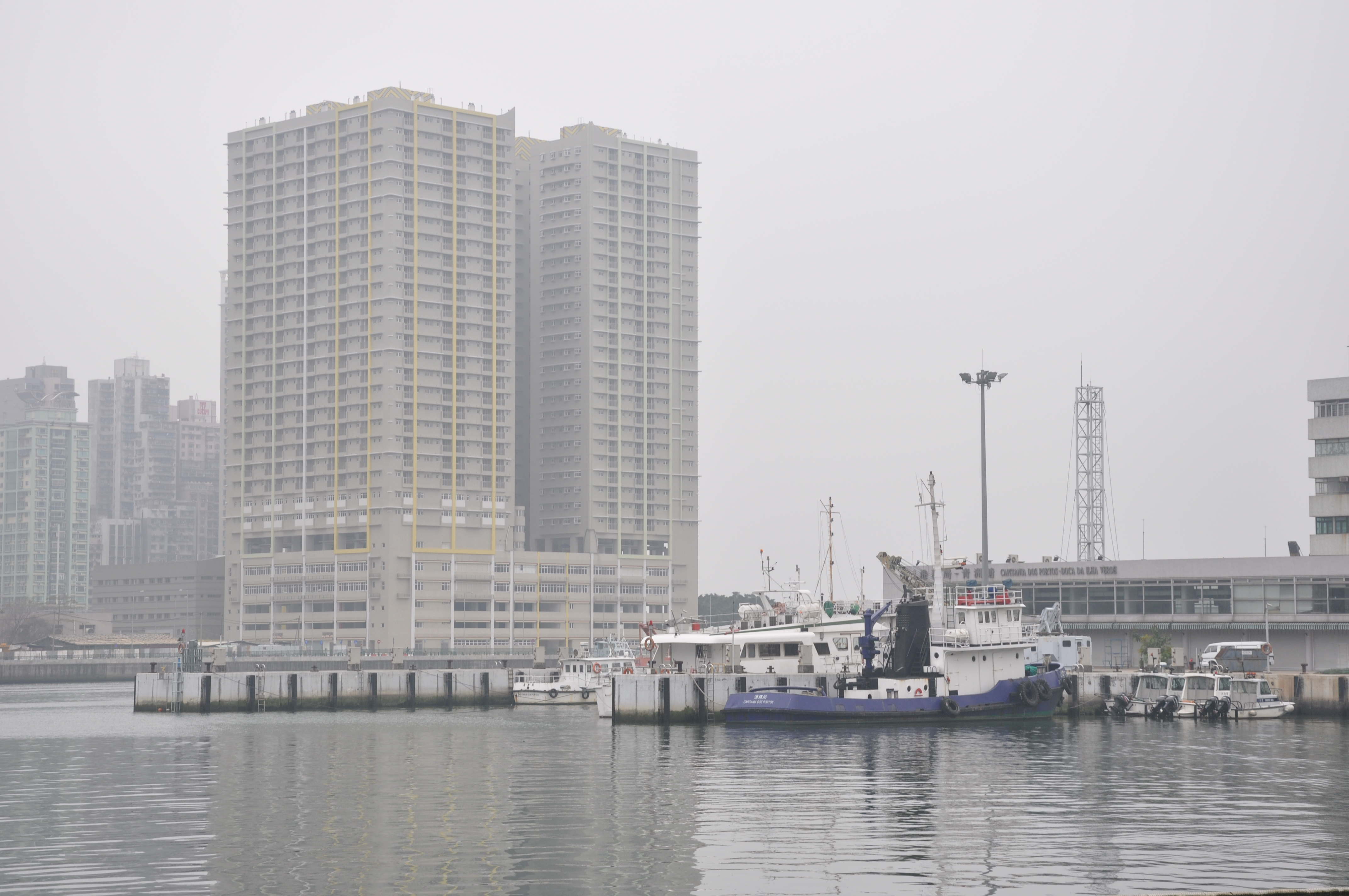
澳門筷子基社會房屋快富樓及快意樓（2010年落成）

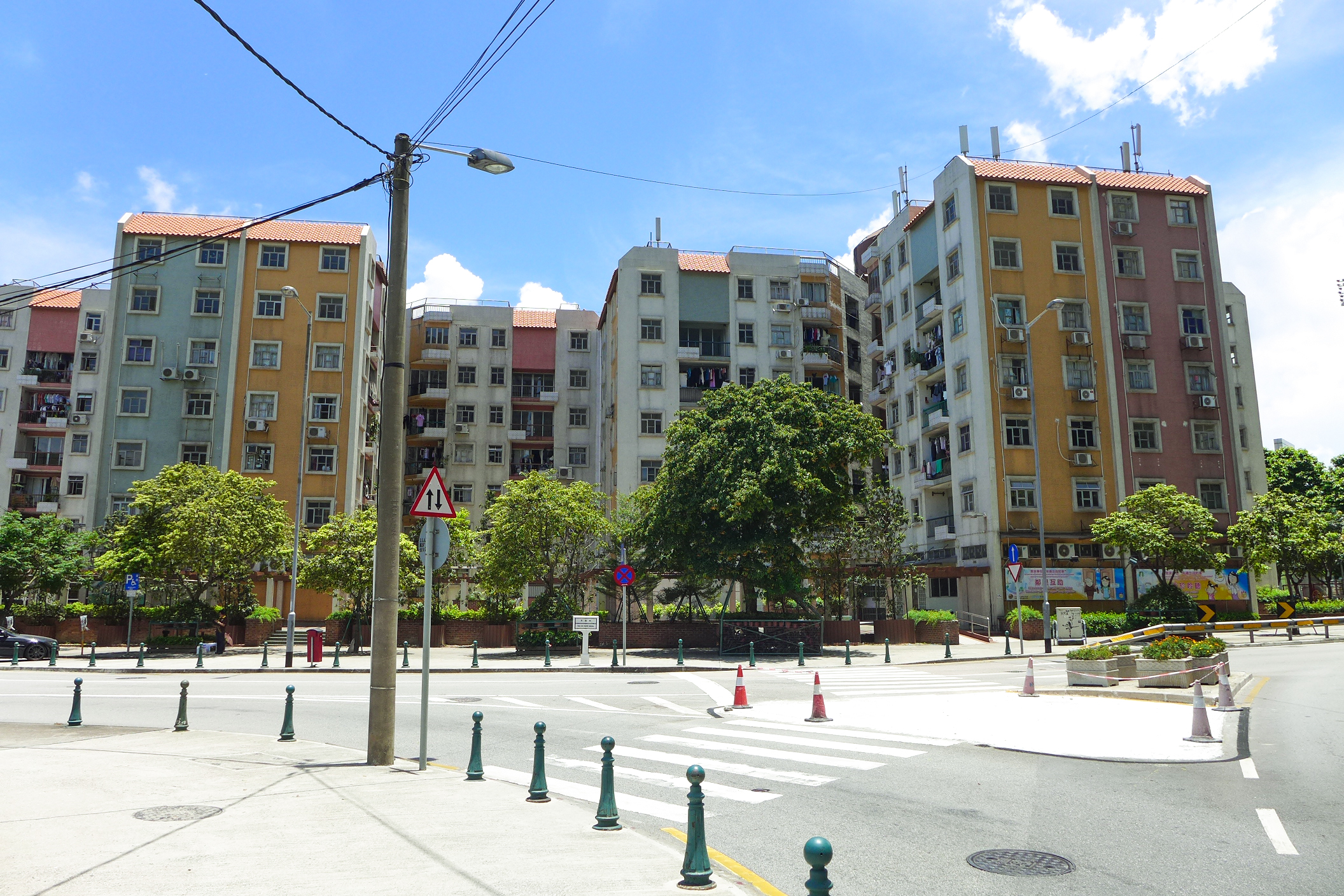
澳門氹仔平民新邨（1992年落成）

社會房屋（葡萄牙語：Habitação Social）是指由澳門政府轄下的房屋局所興建的公共出租房屋，租金是按家團人數、總收入及資產計算，且低於市值租金，以協助特定收入人士有屋可住，社會房屋由房屋局作租務管理及委任私人物業管理公司作物業管理，簡稱社屋。社屋的起源於為救濟及慈善，始於1928年8月。澳門台山區一破舊的貧民屋發生大火，政府在原址重建了一系列小平房，澳門的公共房屋就此而來。

## 定義
社會房屋是指由政府興建，或由政府提供土地批予土地承批企業投資興建，完工後將單位回報給政府，政府以低廉的租金租予經濟狀況薄弱或有特殊困難，且居住於澳門的家團。

## 申請方法
申請社會房屋的方法，可分為一般性申請、限制性申請和例外情況三種。

### 一般性申請
指符合獲分配社會房屋所需要件的任何家團或個人可參加的申請。

### 限制性申請
指為居住於澳門特別行政區某區域又或符合公佈於《澳門特別行政區公報》的行政法規或行政長官批示所定的特定條件的家團或個人而開設的申請。

### 例外情況
經房屋局局長預先許可，可免除申請的任何要件，分配房屋予：
1. 面臨社會、身體或精神危機、又或遭受災難急需安置的個人或家團。
2. 以社會互助為宗旨的機構或實體，或公共機構或實體。

## 社會房屋列表

### 澳門半島
| 屋邨名稱          | 堂區       | 地區   | 地址         | 入伙年份       | 樓宇座數 |
| ----------------- | ---------- | ------ | ------------ | -------------- | -------- |
| 濠江花園3、4及5座 | 花地瑪堂區 | 台山   | 菜園涌邊街   | 1987年         | 3座      |
| 嘉翠麗大廈B及C座  | 花地瑪堂區 | 台山   | 青洲大馬路   | 1972年、1975年 | 2座      |
| 美居廣場          | 花地瑪堂區 | 筷子基 | 和樂大馬路   | 1992年         | 4座      |
| 美樂花園大廈      | 花地瑪堂區 | 望廈   | 望廈炮台斜坡 | 1991年         | 1座      |
| 新城市花園第17座  | 花地瑪堂區 | 台山   | 巴波沙大馬路 | 1990年         | 1座      |
| 青洲社屋          | 花地瑪堂區 | 青洲   | 青洲河邊馬路 | 2008年         | 4座      |
| 筷子基社屋        | 花地瑪堂區 | 筷子基 | 筷子基街     | 2009年         | 4座      |
| 望廈社屋          | 花地瑪堂區 | 望廈   | 慕拉士大馬路 | 2012年         | 2座      |
| 台山社屋          | 花地瑪堂區 | 台山   | 台山中街     | 2023年         | 1座      |

### 離島
| 屋邨名稱     | 堂區         | 地區             | 地址                                     | 入伙年份 | 樓宇座數 |
| ------------ | ------------ | ---------------- | ---------------------------------------- | -------- | -------- |
| 氹仔平民新邨 | 嘉模堂區     | 氹仔舊城區       | 地堡街（第9座） 黑橋街（第10座和第11座） | 1992年   | 3座      |
| 氹仔社屋     | 嘉模堂區     | 氹仔聚龍街       | 氹仔東北馬路                             | 2016年   | 2座      |
| 石排灣社屋   | 聖方濟各堂區 | 路環石排灣公屋群 | 石排灣馬路                               | 2013年   | 6座      |

### 清拆重建中
| 屋邨名稱       | 堂區       | 地區 | 地址       | 入伙年份 | 樓宇座數 | 未來狀況           |
| -------------- | ---------- | ---- | ---------- | -------- | -------- | ------------------ |
| 祐漢新村順利樓 | 花地瑪堂區 | 祐漢 | 長壽大馬路 | 1973年   | 7座      | 祐漢第四街休憩公園 |

## 社會房屋相片

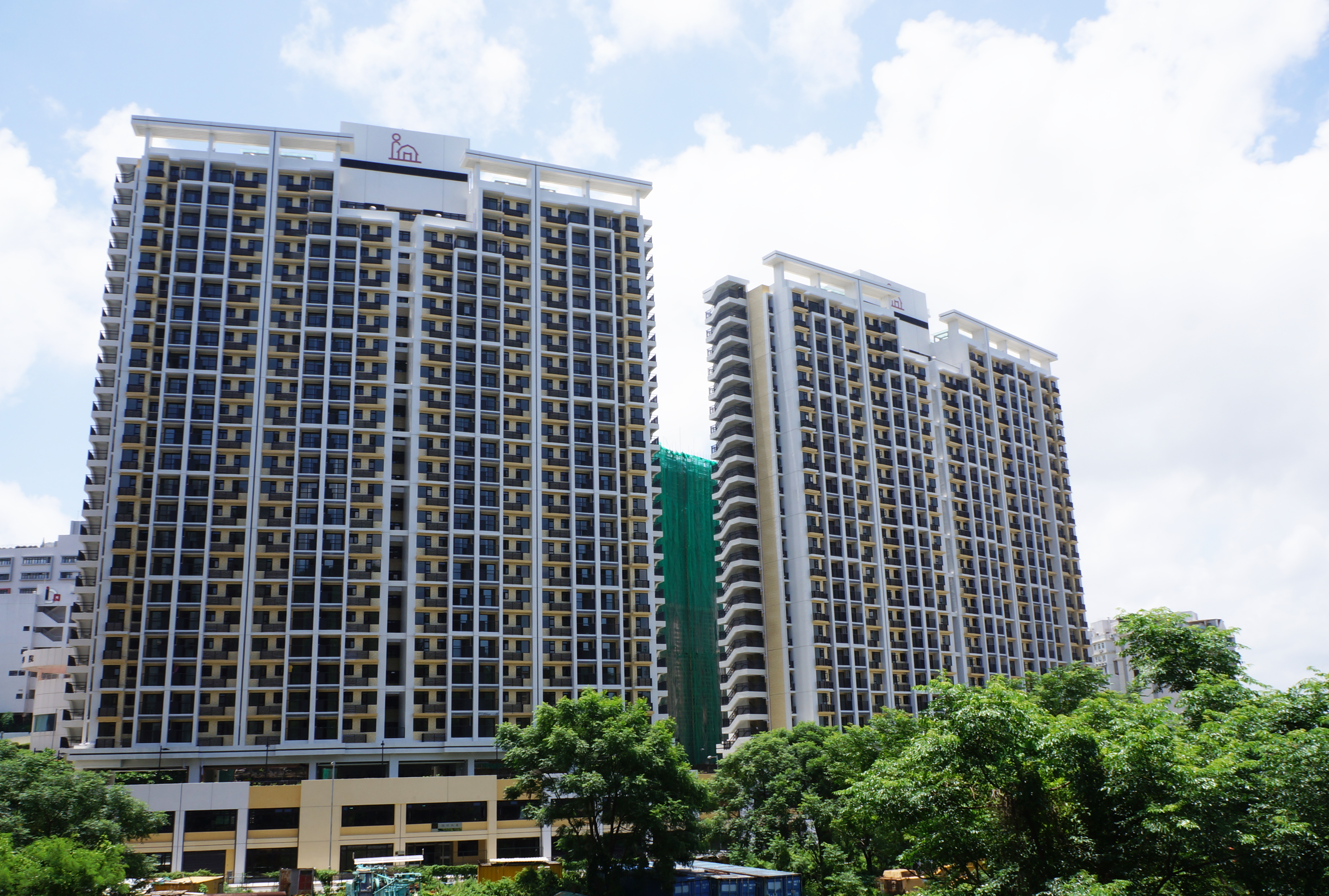
氹仔社屋-日昇樓
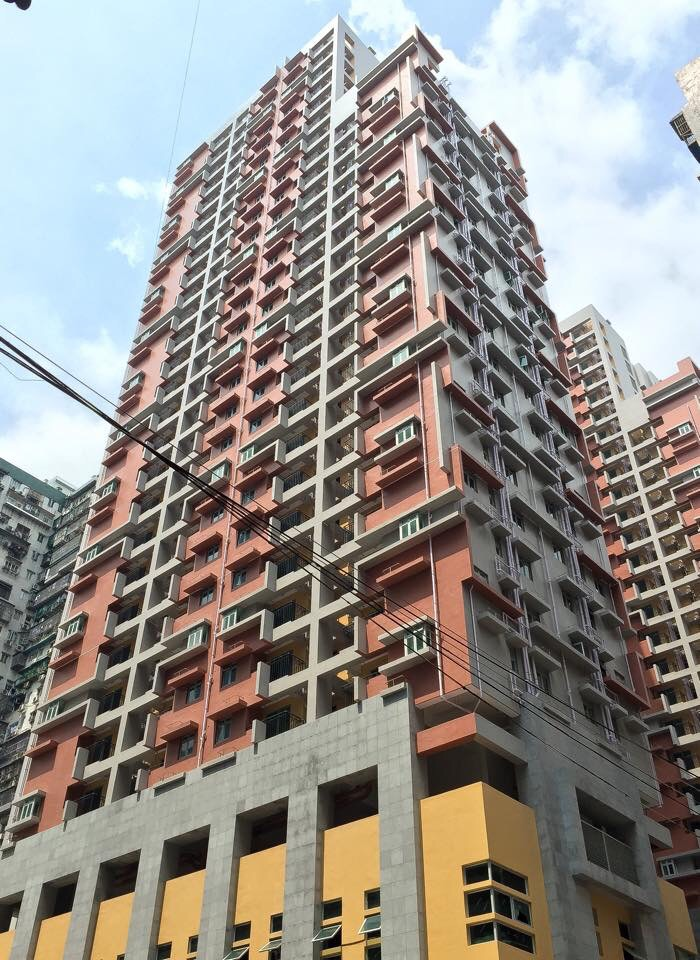
筷子基社屋-快達樓
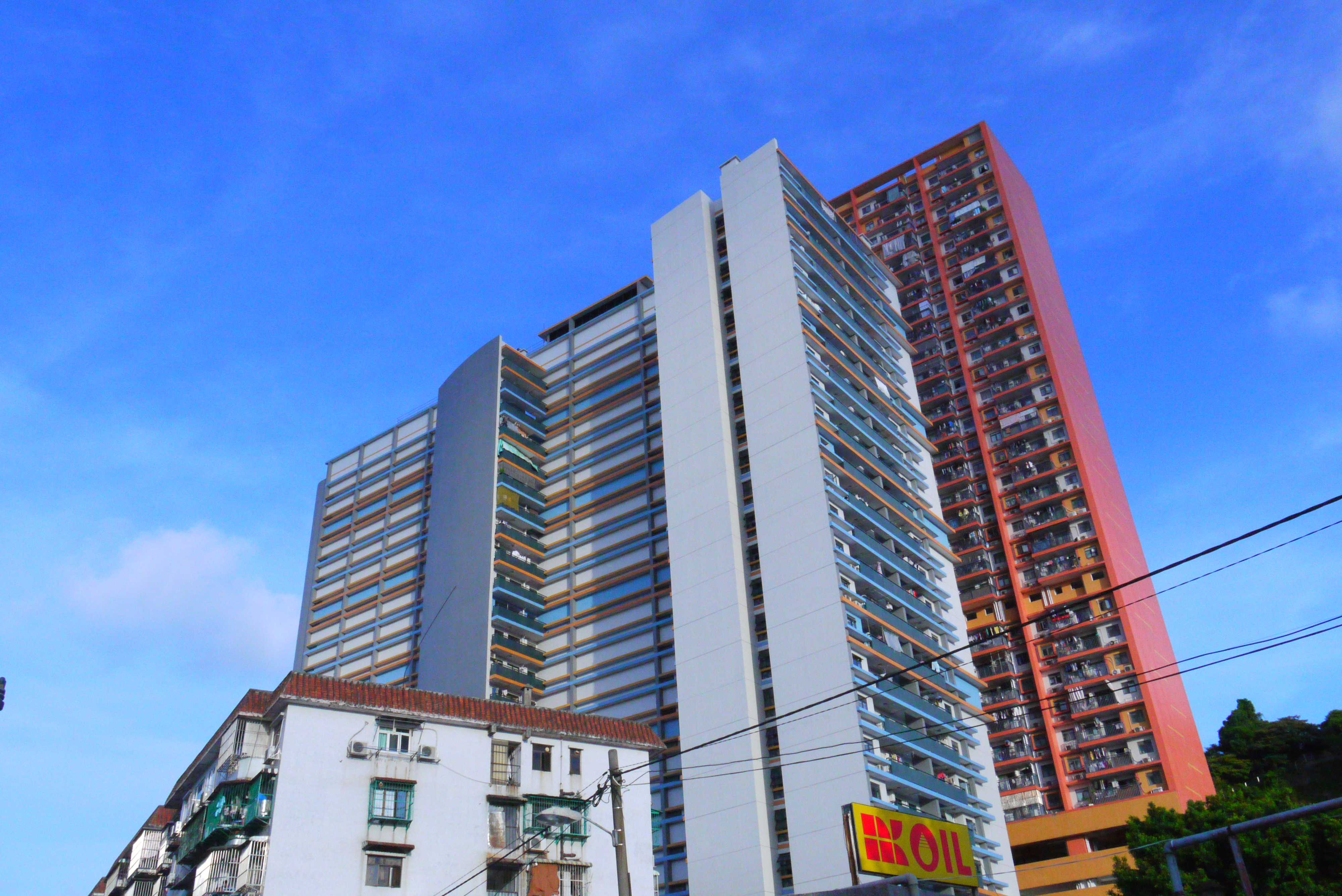
青洲社屋-青雅樓
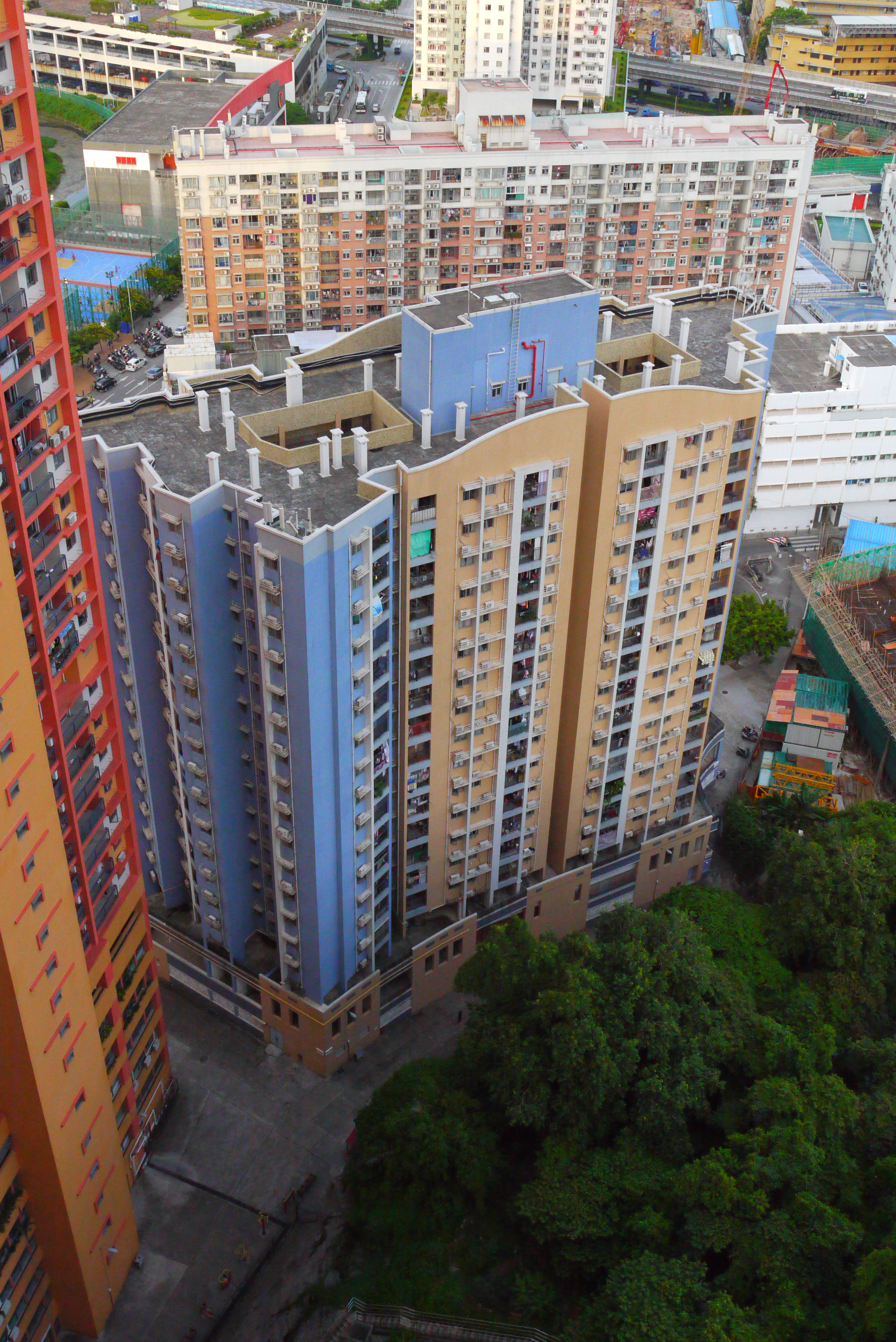
青洲社屋-青泉樓
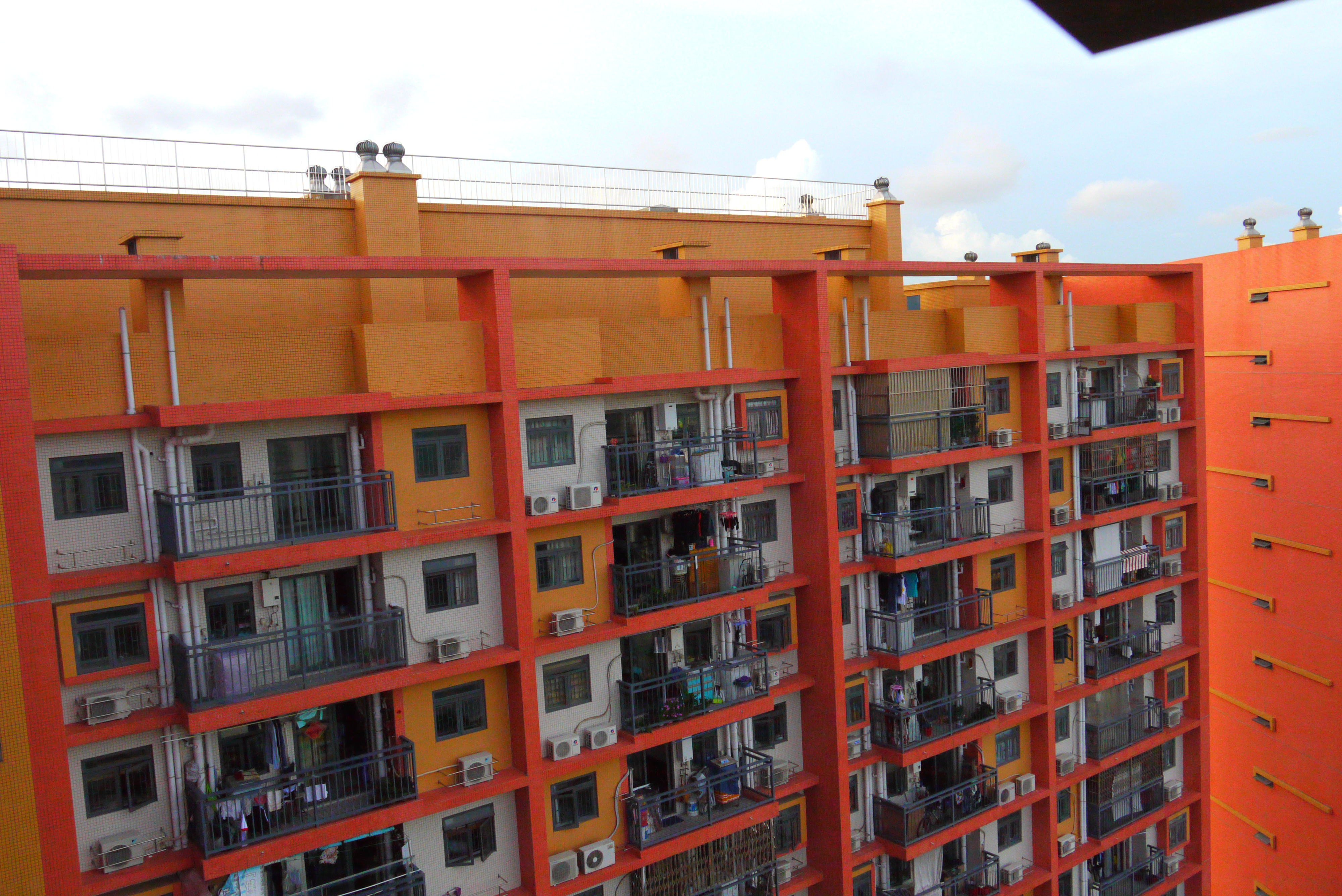
青洲社屋-青翠樓
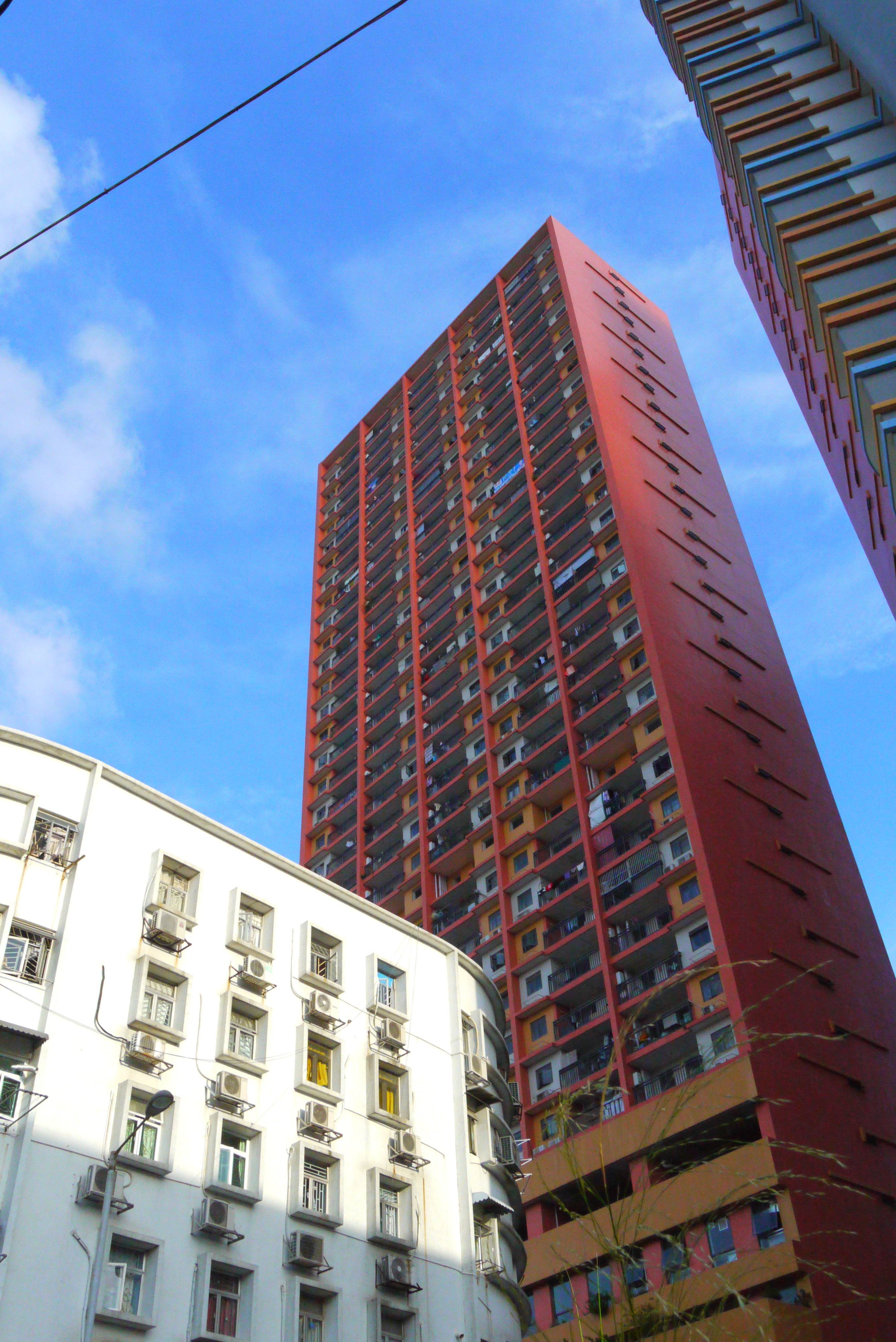
青洲社屋-青松樓
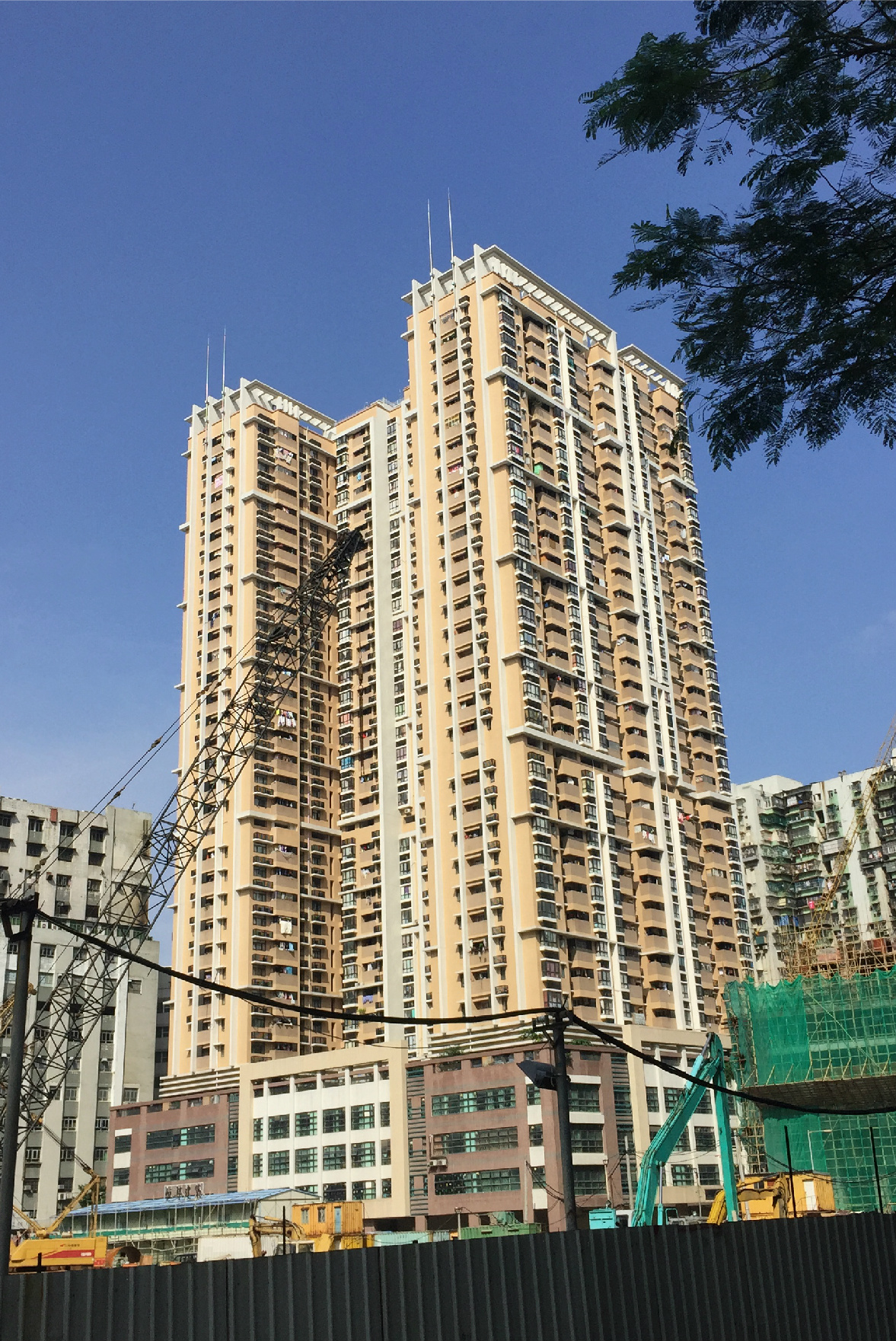
望廈社屋-望善樓
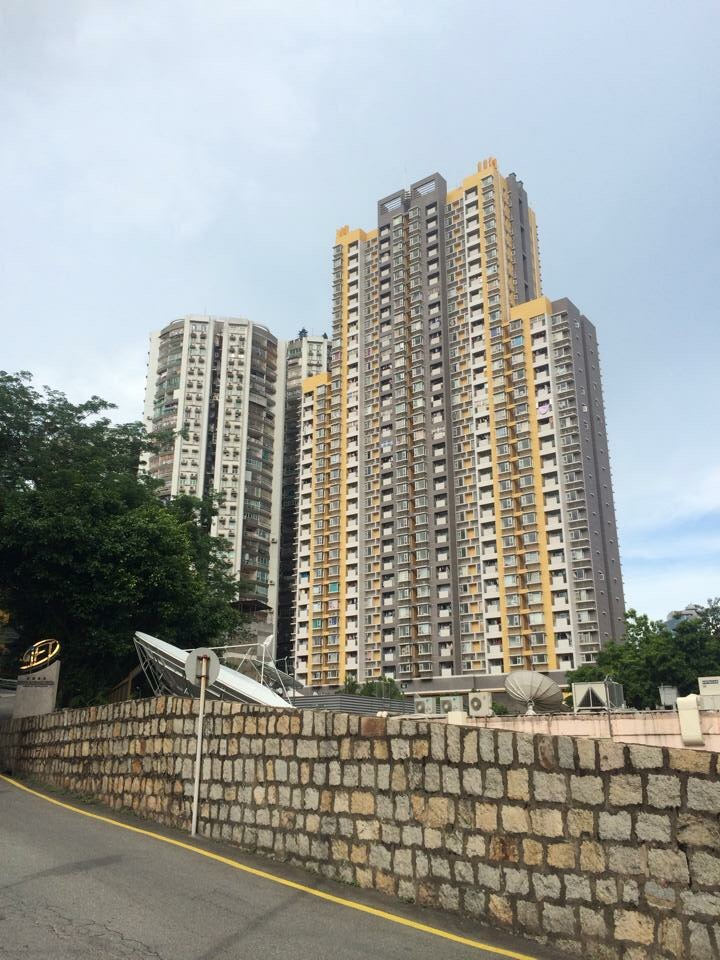
望廈社屋-望賢樓

## 發展史及各社屋興建年份

### 1960至1968年
- 從六、七十年代開始，政府以租賃形式為低收入或有特殊困難的家庭提供了五至七層高的樓宇作為社會房屋；多年來不斷對該等屋邨進行修繕及改建，為有需要的家庭提供了較佳的居住環境及公共設施。
- 這段時期大約有300多個單位落成，主要是由援助性質的組織、私人慈善機構、宗教及社會援助團體或由國際組織資助興建。當時建成的屋邨如下：

祈望村：32個單位；
石排灣屋邨：32個單位；
氹仔平民新邨：200個單位；
羅必信夫人大廈：70個單位。
- 隨着社會發展及生活水平的提高，祈望村、石排灣屋邨及氹仔平民新邨已先後拆卸，而羅必信夫人大廈亦已改建為適合長者居住的房屋，並於樓宇內增添多種的設施，例如升降機、平安鐘等，更有社會服務團體在其內設立長者服務中心，24小時為長者提供緊急服務。

### 1970至1984年
嘉翠麗大廈A、B、C座：340個單位；
祐漢順利樓：224個單位；
筷子基平民大廈：240個單位。
共804個單位。

### 1985至1992年
1985年
台山平民新邨A、B、C座：579個單位；
1988年
望廈平民新邨：650個單位；
1992年
氹仔平民新邨：263個單位。
- 氹仔平民新邨原本打算興建11座大廈作為社會房屋，但回歸前因為釘子戶問題長年收地不成功，只落成第9、10和11座，而1至8座未有落成。回歸後決定取消1至8座，改建為經濟房屋，即現在的泉福新邨。

### 2007年
青洲社屋
青泉樓，提供210個單位。

### 2008至2009年
筷子基社屋
快富樓：484個長者單位；
快意樓：400個單位；
青洲社屋
青松樓：252個長者單位。

### 2010至2011年
青洲社屋
青翠樓：672個單位；
青雅樓：357個單位。
望廈社屋
望善樓：588個單位；

### 2012至2013年
望廈社屋
望賢樓：346個單位；
石排灣社屋
樂群樓：4,672個單位。

### 2015年
筷子基社屋
快達樓第1及2座：737個單位。

### 2016年
氹仔社屋
日昇樓第1及2座：694個單位。

## 建築質量及配套問題
自2007年起，政府重啟建設公屋的計劃，其中包括計劃於2012年內落成的“萬九公屋”計劃，至今仍未完全建成，雖然萬九公屋的輪候戶分配已於2013年基本解決，不過這些只是公屋預售，萬九公屋的項目至今仍然未能全數落成上樓，其中屬萬九公屋的台山中街社屋項目更加在2022年底建成。但公屋住戶入伙後，質量問題接二連三發生，經濟房屋方面包括永寧廣場大廈渠漏用料差、青洲坊大廈天價防火捲閘、望廈社屋望善樓及筷子基社屋快富樓的牆磚地磚爆裂剝落、湖畔大廈公共地方牆壁剝裂、大堂牆磚需維修、廁所地台傾斜嚴重；石排灣公屋群方面，居雅大廈出現天然氣管生鏽，質量問題層出不窮，到最近業興大廈10幢樓宇至少有90處出現瓷磚剝落，令人質疑政府是否在公屋興建上敷衍了事，政府回應指部分公屋當年興建得很快，若有些方面不是做得很好，要求社會各界接受，引發不少公屋住戶怨聲四起。

## 另見
- 經濟房屋

1. ↑  . 新聞報. 2019-02-01  [2022-09-09]. （原始内容存档于2022-09-09） （英语）.